# Funció d'Airy
La funció d'Airy  Ai ( x ) és una funció especial, anomenada així per l'astrònom britànic George Biddell Airy. La funció Ai ( x ) i la funció relacionada Bi ( x ), també anomenada de vegades funció d'Airy, són solucions linealment independents de l'equació diferencial ordinària:

{\displaystyle y''-xy=0,\,\!}

Aquesta equació diferencial rep el nom d'equació d'Airy o equació de Stokes. És l'equació diferencial lineal de segon ordre més simple que té un punt on la solució passa de tenir un comportament oscil·latori a un (de) creixement exponencial.
A més la funció d'Airy és una solució a l'equació de Schrödinger per a una partícula confinada dins d'un pou potencial triangular i també la solució per al moviment unidimensional d'una partícula quàntica afectada per una força constant.